# Parade
Parada (v originále Парада) je koprodukční hraný film z roku 2011, který režíroval Srđan Dragojević podle vlastního scénáře. Film ve formě černé komedie se zabývá LGBT právy v zemích bývalé Jugoslávie. 

## Děj
Zvěrolékař Radmilo a divadelní režisér Mirko, který organizuje svatby, tvoří pár, který žije v Bělehradě. Oba mají klidný vztah, přesto musejí denně čelit diskriminaci a homofobii. Mirko se s touto situací nechce smířit a tak se angažuje jako aktivista za práva LGBT menšiny ve skupině NGO-Tolerance. Ta by chtěla v Bělehradě uspořádat Gay Pride Parade. Radmilo sice není zásadně proti Mirkově aktivitě, ale obává se možných negativních následků, především odporu neonacistů.
Micky Limun (Citrón) je veterán z Jugoslávské války a bývalý kriminálník, kterému jsou svaté jen dvě věci – jeho milovaná Perla (Biserka), bývalá striptérka, a anglický buldoček Cukřík (Šećer). Po skončení války si otevřel školu juda a také zajišťuje osobní ochranku, především politiků, prominentů a lidí ze showbyznysu.
Jednoho dne je Cukřík postřelen a Micky jej zanese k Radmilovi do ordinace. Zde mu pohrozí smrtí, pokud pes nepřežije. Mezitím Perla najme Mirka, aby jí zorganizoval svatbu s Limunem. 
Mirkovi je jasné, že gay pride je ohrožena hooligans a neonacisty a proto se obrátí o pomoc na bělehradskou policii, ta mu však odmítne poskytnout ochranu. Radmilo se rozhodne zajistit ochranu u Mickyho. Homofobní Limun odmítne ochranu poskytnout, ale Perla mu dá ultimátum – buď pomoc poskytne, nebo nebude svatba. Mickyho zaměstnanci odmítnou službu, takže se rozhodne jet s Radmilem do Chorvatska, Bosny a Hercegoviny a Kosova, aby poprosil o podporu bývalé protivníky z války. Ti mu pomoc přislíbí. Mezitím Perla nabídne LGBT aktivistům, aby se přesunuli do jejich vily, protože kancelář podlehla útoku molotovovými koktejly.
Limunovi je jasné, že není schopen se svými společníky účastníky pochodu ochránit. Navštíví proto Vuka, svého syna z prvního manželství, který má u neonacistů vliv, aby na průvod neútočili. I když synovi nabídne peníze, ten odmítne.
Během průvodu jsou Limun s válečnými veterány a aktivisté napadeni útočníky, kterých je přesila. Při boji je Mirko těžce zraněn a umírá.
O rok později se v Bělehradu uskuteční pochod Gay Pride chráněný policisty, během kterého Radmilo rozpráší Mirkův popel do vzduchu.

## Obsazení
| Nikola Kojo         | Micky Limun      |
| Miloš Samolov       | Radmilo          |
| Goran Jevtić        | Mirko Dedier     |
| Hristina Popović    | Perla            |
| Dejan Aćimović      | Halil            |
| Toni Mihajlovski    | Azem             |
| Goran Navojec       | Roko             |
| Mira Stupica        | Olga             |
| Relja Popović       | Vuk              |
| Nataša Marković     | Lenka            |
| Mladen Andrejević   | Đorđe            |
| Radoslav Milenković | inspektor Kecman |
| Anita Mančić        | Tamara           |
| Marko Nikolić       | Bogdan           |
| Branimir Popović    | Zvonce           |
| Uroš Đurić          | Kačamak          |
| Milan Jovanović     | Afrika           |
| Milan Marić         | Rešetka          |

## Ocenění
- Berlinale: cena publika Panorama; cena ekumenické poroty; cena ELSE čtenářů časopisu Siegessäule
- Filmový festival Freiburg: cena publika
- LGBT Filmový Festival Toronto: cena publika
- Cinemacity Festival: cena publika
- Cena FIPRESCI Srbska: nejlepší hraný film, nejlepší herec v hlavní roli (Nikola Kojo)
- Filmový festival v Pule: nejlepší scénář, nejlepší herečka v hlavní roli (Hristina Popović)
- Film Sceenplay Festival: nejlepší scénář

## Okolnosti vzniku a uvedení filmu
Inspirací k filmu bylo násilí proti první Gay Pride v Srbsku roku 2001. Závěrečná scéna byla natočena v Bělehradě během reálné Gay Pride 2010. Režisér Dragojević byl často kritizován za to, že v celém filmu není vidět ani jeden polibek homosexuálního páru. Dragojević to obhajoval tím, že by chtěl zabránit tomu, aby se tyto intimní vztahy staly jediným tématem debaty o filmu, protože ten se měl zabývat mnohem významnějšími skutečnostmi.
Navzdory postoji jihovýchodních a východních evropských zemí k homosexualitě zaznamenal film velký úspěch v celé bývalé Jugoslávii. Celkem vidělo film téměř 600 000 diváků, což je pozoruhodné vzhledem k demografii, nízké hustotě kin, ale i nelegálnímu šíření pirátských kopií. Parada s tak stal nejsledovanější jugoslávským filmem od rozpadu socialistické Jugoslávie.
V Srbsku bylo promítání ve školách schváleno Ministerstvem školství v rámci občanské výchovy. V chorvatském Dubrovníku bylo v té době jediné kino ve správě dubrovnické diecéze, která odmítla film zařadit do programu.